# Controvertida reubicación de Cleveland Browns
La Controvertida reubicación de Cleveland Browns, referida a veces por los fanes como "el movimiento", fue la decisión del por entonces propietario de los Browns, Art Modell, de mover el equipo de estadía en Cleveland, Ohio, a Baltimore, Maryland, para 1996.
Posteriores acciones judiciales vieron un acuerdo único que más tarde establecería un precedente en los deportes profesionales estadounidenses: la franquicia reubicada mantendría su personal existente, y se constituiría en una nueva franquicia independiente (en este caso, el personal original de los Browns se convertía en los Baltimore Ravens). La historia y el palmarés de la franquicia reubicada (los Browns) permanecería en su ciudad de origen, con nuevo personal tras la eventual reactivación de la franquicia suspendida oficialmente, convirtiéndose así oficialmente en la continuación de la franquicia reubicada.
- Datos: Q5132076